# Iglesia de la Santa Cruz (Puebla de Guzmán)
La Parroquia de la Santa Cruz es un templo católico situado en el municipio de Puebla de Guzmán, Huelva, España.

## Historia
El análisis estilístico sitúa las obras de construcción entre finales del siglo XVI y principios del XVII. Es citada elogiosamente en un informe de Francisco de Rada de 1645.
Entre 1748 y 1757 se proponen proyectos de remodelación en el que destaca la nueva capilla mayor, cuya cubierta se convierte en torre-vigía. Las obras fueron dirigidas por Diego de Luna y su desarrollo fue afectado por el Terremoto de Lisboa.
Fue incendiada en un asalto de julio de 1936 con motivo del inicio de la Guerra Civil. Hubo de reconstruirse íntegramente según proyecto de José María Pérez Carasa.

## Descripción
El templo presenta un sobrio aspecto, propio de las iglesias fortificadas de tierra de frontera. Las portadas son de cantería. La torre se adosa al templo por los pies, por la nave central.
Presenta tres naves separadas por columnas de mármol. La capilla mayor ocupa todo el ancho de la nave y se cubre con azotea.
El presbiterio está presidido por un retablo de estuco de la primera mitad del siglo XIX en el que se muestra la pieza más importante del patrimonio escultórico del templo, una Inmaculada del siglo XVII atribuida al círculo de Alonso Cano. 
Otras imágenes de interés repartidas por el templo son un San Rafael del siglo XVIII; la Virgen de la Caridad (Manuel Pineda Calderón, 1948) y el Nazareno (Antonio León Ortega). 
Las obras artísticas de la iglesia se completan con un púlpito barroco de forja y los azulejos de la capilla sacramental, de cerámica trianera de la primera mitad del siglo XX.
La sacristía custodia piezas destacadas de ajuar litúrgico como un cáliz y una custodia rococó de finales del siglo XVIII, además de un lienzo del mismo siglo del Crucificado con la Magdalena.